# (33458) Fialkow
1999 FE29 (asteroide 33458) é um asteroide da cintura principal. Possui uma excentricidade de 0.08586060 e uma inclinação de 3.39180º.
Este asteroide foi descoberto no dia 19 de março de 1999 por LINEAR em Socorro.